# نانسي جو باول
نانسي جو باول (بالإنجليزية: Nancy Jo Powell)‏ هي دبلوماسية أمريكية، ولدت في 1947 في سيدار فولز في الولايات المتحدة.

## وصلات خارجية
- نانسي جو باول على موقع إن إن دي بي (الإنجليزية)